# Diana Bang
Diana Bang (Vancouver, 1981) è un'attrice, scrittrice e produttrice cinematografica canadese.
È nota per diversi film, The Interview (2014), Panmunjom (2012) e Le ragazze del campus (2009).

## Biografia
Figlia di immigrati coreani, prima di diventare attrice, studiava psicologia e geografia. Fa parte di un gruppo di improvvisazione, chiamato Assaulted Fish.

## Filmografia

### Cinema
- Ripples, regia di Ambrose Aibi Okundaye – cortometraggio (2008)
- Dandy Lions, regia di Jeff Chan e Ken Tsui – cortometraggio (2009)
- Misplaced, regia di Ingrid Torrance – cortometraggio (2009)
- Lost Lagoon, regia di Rob Leickner (2012)
- Panmunjom, regia di Darshan Rickhi – cortometraggio (2012)
- That Burning Feeling, regia di Jason James (2013)
- Rocketship Misfits, regia di Matt McInnis – cortometraggio (2013)
- No Clue, regia di Carl Bessai (2013)
- The Interview, regia di Evan Goldberg e Seth Rogen (2014)
- The Tree Inside, regia di Michelle Kim e Rob Leickner (2015)
- The Price Is Precise, regia di Jameson Parker – cortometraggio (2013)
- The Cleanse, regia di Bobby Miller (2016)
- Un viaggio stupefacente (Boundaries), regia di Shana Feste (2018)
- Coffee & Kareem, regia di Michael Dowse (2020)

### Televisione
- Aliens in America – serie TV, episodio 1x15 (2008)
- La mia vera identità (Do You Know Me?), regia di Penelope Buitenhuis – film TV (2009)
- Le ragazze del campus (Sorority Wars), regia di James Hayman – film TV (2009)
- The Troop – serie TV, episodio 1x10 (2009)
- Alice – miniserie TV (2009)
- Fringe – serie TV, episodi 2x13-2x14 (2010)
- Miracolo a Manhattan (Call Me Mrs. Miracle), regia di Michael M. Scott – film TV (2010)
- The Edge of the Garden, regia di Michael M. Scott – film TV (2011)
- The Killing – serie TV, episodio 1x10 (2011)
- Un'estate da ricordare (Kiss at Pine Lake), regia di Michael M. Scott – film TV (2012)
- Continuum – serie TV, episodio 1x04 (2012)
- The Music Teacher, regia di Ron Oliver – film TV (2012)
- Rapita: Il dramma di Carlina White (The Carlina White Story), regia di Vondie Curtis-Hall – film TV (2012)
- Distruzione totale (Eve of Destruction) – miniserie TV (2013)
- Tom Dick e Harriet (Tom Dick & Harriet), regia di Kristoffer Tabori – film TV (2013)
- La sorpresa di Natale (Guess Who's Coming to Christmas), regia di Kristoffer Tabori – film TV (2013)
- Bates Motel – serie TV, 5episodi (2013-2017)
- Rush – serie TV, episodio 1x06 (2014)
- Second Chance – serie TV, 4 episodi (2016)
- Paranormal Solutions Inc. – serie TV, 8 episodi (2016)
- No Tomorrow – serie TV, episodio 1x05 (2016)
- Lucifer – serie TV, episodio 2x11 (2017)
- Imaginary Mary – serie TV, episodio 1x02 (2017)
- Unspeakable – miniserie TV, 4 episodi (2019)
- Fast Layne – serie TV, 7 episodi (2019)
- You Me Her – serie TV, episodi 4x01-4x02 (2017)
- The Order – serie TV, 7 episodi (2020)
- Away – serie TV, 5 episodi (2020)
- The Astronauts – serie TV, 10 episodi (2020-2021)
- Il club delle babysitter (The Baby-Sitters Club) – serie TV, episodi 1x02-1x06-2x07 (2020-2021)
- Y - L'ultimo uomo (Y: The Last Man) – serie TV, 6 episodi (2021)
- Resident Alien – serie TV, 12 episodi (2021-2022)
- Alert: Missing Persons Unit - serie TV, 6 episodi (2025)

### Produttrice
- The Tree Inside (co-produttore)

## Libri
- Dandy Lions (2009)

## Doppiatrici italiane
Nelle versioni in italiano delle opere in cui ha recitato, Diana Bang è stata doppiata da:
- Ilaria Latini in The Interview, The Astronauts
- Cristina Poccardi in The Killing
- Elisa Angeli in Lucifer
- Irene Trotta in Resident Alien
- Valentina Mari in Alert: Missing Persons Unit